# リザービア
株式会社リザービア（英: reservia Co.,Ltd.）は、理美容・リラクゼーション業界向けのWEB予約システムサービスの運営に携わるインターネットサービス企業である。

## 概要
理美容・リラクゼーション業界向けのWEB予約システムサービス「リザービア」を運営。プロダクトビジョン「集客できるお店づくりを支える」を掲げ、サービスを通して業界課題・社会課題の解決に挑む。

## 沿革
- 2005年（平成17年）10月 – 株式会社クロスフィードを設立
- 2012年（平成24年）5月 – 美容室・ネイル/エステ サロンに特化した予約管理システム「リザービア」事業をスタート
- 2017年（平成29年）2月 – 美容サロンに特化した格安POSシステム「リザービアPOS」事業をスタート
- 2019年（令和元年）6月 – 法人格を株式会社クロスフィードから「株式会社リザービア」へ名称変更
- 2019年（令和元年）10月 – 株式会社リジョブの連結子会社となる
- 2019年（令和元年）12月 – 東京本社移転（豊島区）
- 2020年（令和2年）1月 – 「LINEミニアプリ」の提供開始 [1]
- 2020年（令和2年）5月 – 「Google で予約（英語表記：Reserve with Google）」の提供開始 [2]
- 2021年（令和3年）5月 – 「A'staff Cloud Smart」（株式会社アライド・システムとの共同企画・共同開発）の提供開始 [3]
- 2021年（令和3年）10月 – コーポレートロゴを刷新 [4]